# Strada Statale 131 Carlo Felice
Die SS 131 Carlo Felice ist die wichtigste und längste Staatsstraße auf Sardinien. Sie führt von der Regionalhauptstadt Cagliari im Süden über Oristano und Macomer nach Sassari und weiter nach Porto Torres im Norden der Insel. Es handelt sich um eine von der ANAS betriebene autobahnähnliche Straße, die Teil der Europastraße 25 ist.
Die SS 131 ist nach König Karl Felix von Sardinien-Piemont benannt, unter dessen Herrschaft sie von dem Ingenieur Carbonazzi (1792–1873) ab 1821 geplant und gebaut wurde. Sie folgt dem Verlauf der alten Römerstraße von Turris Libisonis (Porto Torres) nach Caralis (Cagliari). Die mehrmaligen Ausbau- und Modernisierungsarbeiten haben dazu geführt, dass die derzeitige Staatsstraße mit der früheren Strada Reale (Königsstraße) oder mit der ehemaligen Römerstraße nicht mehr viel gemein hat.
Bei Abbasanta, in der Nähe von Oristano, zweigt von der SS 131 die ebenfalls autobahnähnliche Strada Statale 131 Diramazione Centrale Nuorese ab, die nach Nuoro und Olbia im Nordosten Sardiniens führt. Diese Strecke ist 144 Kilometer lang.
Es gibt keine Autobahnen auf Sardinien, nur autobahnähnliche Staatsstraßen. Straßenbenutzungsgebühren werden auf Sardinien nicht verlangt.

## Weblinks

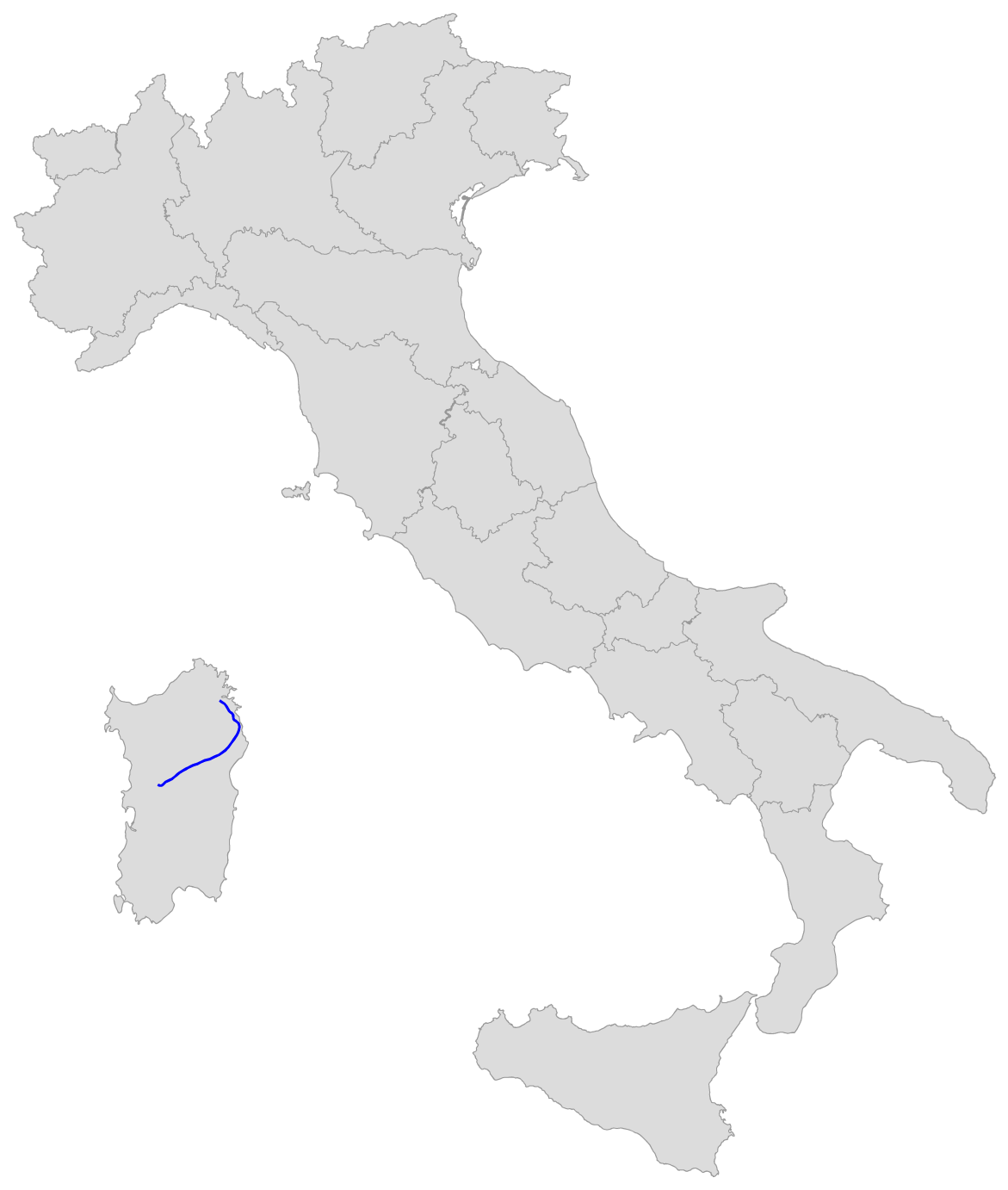
Verlauf der SS 131DCN

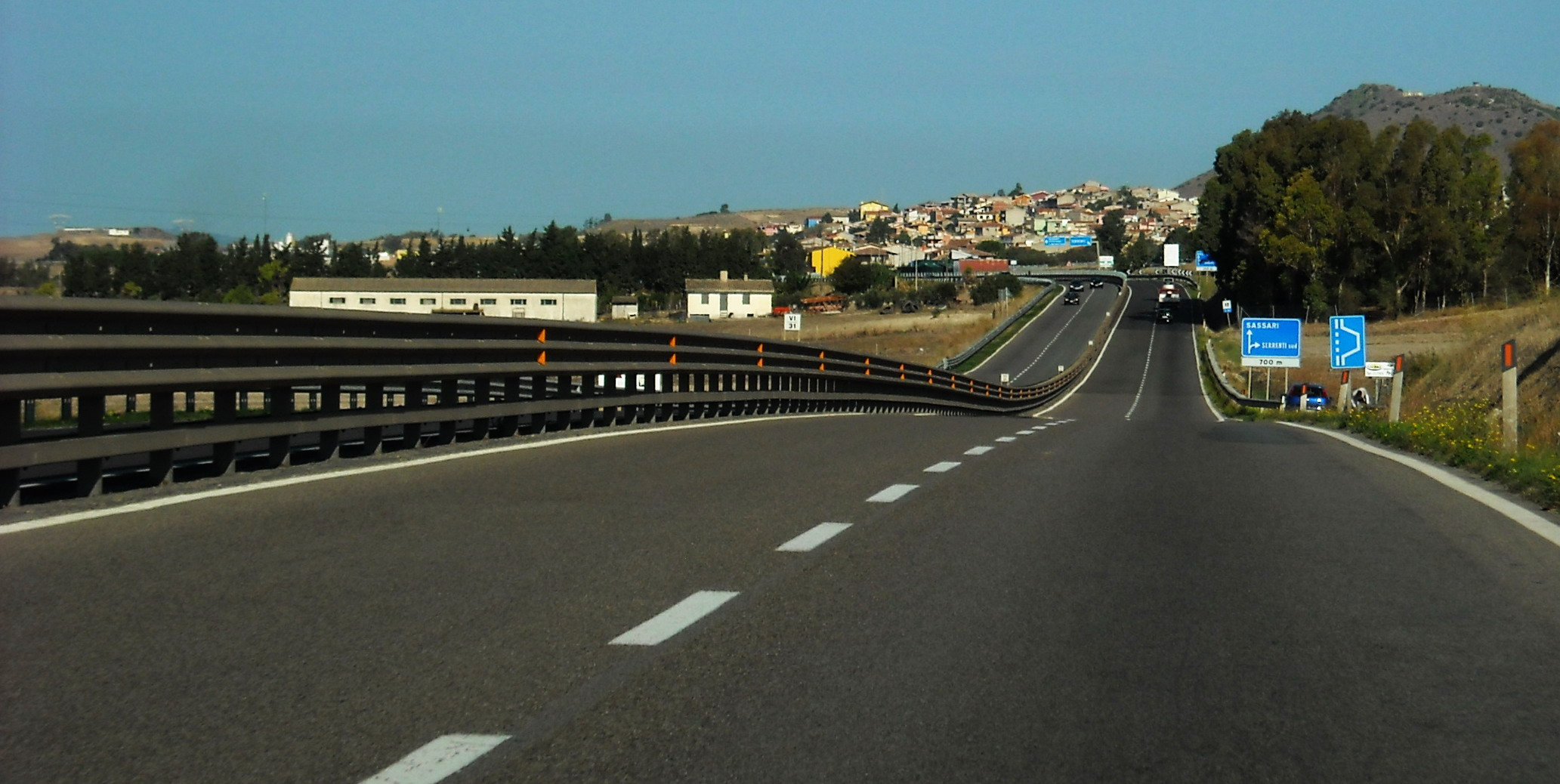
Die SS 131 bei Serrenti